# Verkehrsministerium (Japan)
Das Verkehrsministerium (japanisch 運輸省 Un’yu-shō) war von 1945 bis 2001 ein Ministerium der japanischen Zentralregierung. Es entstand im Mai 1945 in der Endphase des Zweiten Weltkriegs bei der Teilung des Ministeriums für Verkehr und Kommunikation (運輸通信省 Un’yu-tsūshin-shō), das erst 1943 das Kommunikationsministerium und das Eisenbahnministerium vereinigt hatte. Der Betrieb der staatlichen Eisenbahn wurde 1949 in die eigenständige Japanische Staatsbahn ausgegliedert. Bei der Reform der Zentralregierung 2001 (siehe Kabinett Mori II (Umbildung)) wurde das Verkehrsministerium zusammen mit dem Bauministerium, der Landbehörde und der Hokkaidō-Entwicklungsbehörde zum Ministerium für Land und Verkehr zusammengelegt.